# Leave It to Weaver
Leave It to Weaver is de eerste aflevering van het zesde seizoen van de televisieserie ER, die voor het eerst werd uitgezonden op 30 september 1999.

## Verhaal
Dr. Anspaugh kondigt zijn terugtreden aan als hoofd van het ziekenhuis, Dr. Romano biedt zich onmiddellijk aan voor deze functie. Dr. Greene en dr. Weaver willen tegen zijn kandidatuur stemmen, al snel komt dr. Greene erachter dat hij hierin alleen staat omdat dr. Weaver ineens wel voor stemt. Zij wordt hiervoor beloond door dr. Romano die haar hoofd SEH maakt, dit tot grote woede van dr. Greene en het personeel van de SEH.
De SEH maakt kennis met twee nieuwe dokters: dr. Luka Kovac, een dokter uit Kroatië die als parttime dokter werkt, en dr. Cleo Finch, de nieuwe kinderarts. 
Dr. Carter heeft romantische gevoelens voor de ex-vrouw van zijn neef.
Hathaway is nu hoogzwanger en wordt op een ochtend bijna overreden door een vrachtwagen die een koffiehuis binnenrijdt. De gewonden worden allemaal naar de SEH van County General gebracht, dit brengt een enorme drukte daar. 
Jeanie Boulet is verloofd met Reggie Moore, en besluit een baby te willen adopteren met hiv. 

## Rolverdeling

### Hoofdrollen
- Anthony Edwards - Dr. Mark Greene
- Noah Wyle - Dr. John Carter
- Laura Innes - Dr. Kerry Weaver
- Eriq La Salle - Dr. Peter Benton
- Alex Kingston - Dr. Elizabeth Corday
- Goran Višnjić - Luka Kovac
- Michael Michele - Dr. Cleo Finch
- Paul McCrane - Dr. Robert Romano
- John Aylward - Dr. Donald Anspaugh
- Sam Anderson - Dr. Jack Kayson
- John Doman - Dr. Carl Deraad
- Scott Jaeck - Dr. Steven Flint
- Gloria Reuben - Jeanie Boulet
- Kellie Martin - Lucy Knight
- Julianna Margulies - verpleegster Carol Hathaway
- Ellen Crawford - verpleegster Lydia Wright
- Yvette Freeman - verpleegster Haleh Adams
- Deezer D - verpleger Malik McGrath
- Gedde Watanabe - verpleger Yosh Takata
- Laura Cerón - verpleegster Chuny Marquez
- Conni Marie Brazelton - verpleegster Connie Oligario
- Lily Mariye - verpleegster Lily Jarvik
- Bellina Logan - verpleegster Kit
- Emily Wagner - ambulancemedewerker Doris Pickman
- Lyn Alicia Henderson - ambulancemedewerker Pamela Olbes
- Montae Russell - ambulancemedewerker Dwight Zadro
- Brian Lester - ambulancemedewerker Brian Dumar
- Abraham Benrubi - Jerry Markovic
- Kristin Minter - Randi Fronczak
- Lisa Nicole Carson - Carla Simmons

### Gastrollen (selectie)
- Rebecca De Mornay -  Elaine Nichols
- Cress Williams - politieagent Reggie Moore
- Steven Culp - Dr. Charles Cameron
- Scott Plank - Chris Hunegs
- Stephanie Erb - Mrs. Kinney
- L.B. Fisher - brutale tiener
- Courtland Mead - vanille latte jongen
- Bryan Rasmussen - Robert Martin
- Adrian Ricard - Mrs. Howard
- Wade Williams man met migraine